# ميرداود
ميرداود هي قرية في مقاطعة أرومية، إيران. يقدر عدد سكانها بـ 0 نسمة بحسب إحصاء 2016.